# Ognjen Vukojević
Ognjen Vukojević (Bjelovar, 20 dicembre 1983) è un allenatore di calcio ed ex calciatore croato, di ruolo centrocampista, tecnico delle nazionali Under-20 e Under-23 della Nazionale maschile di calcio della Croazia.

## Carriera

### Club
Dopo essere stato nelle giovanili del Bjelovar, Vukojević ha iniziato la sua carriera professionistica allo Slaven Belupo nel 2003. Nel 2005 si è trasferito in Belgio nel Lierse ma, a causa dello scarso utilizzo (solo 9 partite disputate in campionato), ha deciso di ritornare in Croazia nel dicembre dello stesso anno, firmando per la Dinamo Zagabria, dove è riuscito a guadagnarsi il posto di titolare durante la stagione 2006-07. Il 25 maggio 2008 si è trasferito in Ucraina firmando un contratto di 5 anni con la Dinamo Kiev. Dopo aver giocato anche per Spartak Mosca, Dinamo Zagabria e Austria Vienna, si è ritirato nel 2017.

### Nazionale
Vukojević è stato convocato per la prima volta nella Nazionale croata nell'agosto del 2007 e vi ha debuttato il 16 ottobre 2007 in amichevole contro la Slovacchia (3-0). Nella stessa partita ha realizzato il suo primo gol in Nazionale, segnando la seconda rete dei croati. È stato convocato per Euro 2008 in Austria e Svizzera, manifestazione in cui è sceso in campo in due occasioni nella fase a gruppi.
Dopo il ritiro, ha partecipato come membro dello staff tecnico della nazionale ai Campionato mondiale di calcio 2018. Dopo la vittoria della Croazia sulla Russia nei quarti di finale, assieme a Domagoj Vida, ha dedicato il successo all'Ucraina, paese in cui entrambi hanno giocato in passato.

### Allenatore
Il 10 maggio 2019 viene nominato dalla HNS allenatore della Croazia U-20.
Il 9 maggio 2020, dopo essere stato accusato per minacce di morte nei confronti della moglie, viene sollevato dall'HNS dall'incarico con la Croazia U-20.

## Statistiche

### Presenze e reti nei club
Statistiche aggiornate al 26 ottobre 2016.
| Stagione               | Squadra                | Campionato             | Campionato | Campionato | Coppe nazionali | Coppe nazionali | Coppe nazionali | Coppe continentali | Coppe continentali | Coppe continentali | Altre coppe | Altre coppe | Altre coppe | Totale | Totale |
| Stagione               | Squadra                | Comp                   | Pres       | Reti       | Comp            | Pres            | Reti            | Comp               | Pres               | Reti               | Comp        | Pres        | Reti        | Pres   | Reti   |
| ---------------------- | ---------------------- | ---------------------- | ---------- | ---------- | --------------- | --------------- | --------------- | ------------------ | ------------------ | ------------------ | ----------- | ----------- | ----------- | ------ | ------ |
| 2003-2004              | Slaven Belupo          | 1. HNL                 | 27         | 2          | CC              | 1               | 0               | -                  | -                  | -                  | -           | -           | -           | 28     | 2      |
| 2004-2005              | Slaven Belupo          | 1. HNL                 | 26         | 3          | CC              | 4               | 0               | -                  | -                  | -                  | -           | -           | -           | 30     | 3      |
| Totale Slaven Belupo   | Totale Slaven Belupo   | Totale Slaven Belupo   | 53         | 5          |                 | 5               | 0               |                    | -                  | -                  |             | -           | -           | 58     | 5      |
| 2005-gen. 2006         | Lierse                 | D1                     | 9          | 0          | CB              | 0               | 0               | Int                | 1                  | 0                  | -           | -           | -           | 10     | 0      |
| gen.-giu. 2006         | Dinamo Zagabria        | 1. HNL                 | 6          | 0          | CC              | -               | -               | -                  | -                  | -                  | -           | -           | -           | 6      | 0      |
| 2006-2007              | Dinamo Zagabria        | 1. HNL                 | 27         | 0          | CC              | 8               | 0               | UCL+CU             | 4+2                | 1+0                | SC          | 1           | 0           | 42     | 1      |
| 2007-2008              | Dinamo Zagabria        | 1. HNL                 | 29         | 11         | CC              | 6               | 0               | UCL+CU             | 6+6                | 2+2                | -           | -           | -           | 47     | 15     |
| 2008-2009              | Dinamo Kiev            | PL                     | 27         | 2          | KU              | 1               | 0               | UCL+CU             | 10+7               | 0+2                | SU          | 1           | 0           | 46     | 4      |
| 2009-2010              | Dinamo Kiev            | PL                     | 28         | 2          | KU              | 2               | 0               | UCL                | 6                  | 0                  | SU          | 1           | 0           | 37     | 2      |
| 2010-2011              | Dinamo Kiev            | PL                     | 29         | 3          | KU              | 2               | 0               | UCL+UEL            | 4+11               | 0+3                | -           | -           | -           | 46     | 6      |
| 2011-2012              | Dinamo Kiev            | PL                     | 27         | 2          | KU              | 1               | 0               | UCL+UEL            | 2+7                | 0+1                | SU          | 1           | 0           | 38     | 3      |
| 2012-gen. 2013         | Dinamo Kiev            | PL                     | 12         | 0          | KU              | 1               | 0               | UCL+UEL            | 9+0                | 0                  | -           | -           | -           | 22     | 0      |
| gen.-giu. 2013         | Spartak Mosca          | PL                     | 9          | 0          | KR              | -               | -               | UCL                | -                  | -                  | -           | -           | -           | 9      | 0      |
| 2013-2014              | Dinamo Kiev            | PL                     | 18         | 1          | KU              | 4               | 0               | UEL                | 8                  | 0                  | -           | -           | -           | 30     | 1      |
| Totale Dinamo Kiev     | Totale Dinamo Kiev     | Totale Dinamo Kiev     | 141        | 10         |                 | 11              | 0               |                    | 64                 | 6                  |             | 3           | 0           | 219    | 16     |
| 2014-2015              | Dinamo Zagabria        | 1.HNL                  | 17         | 0          | CC              | 5               | 1               | UCL+UEL            | 0+4                | 0                  | SC          | -           | -           | 26     | 1      |
| Totale Dinamo Zagabria | Totale Dinamo Zagabria | Totale Dinamo Zagabria | 79         | 11         |                 | 19              | 1               |                    | 22                 | 5                  |             | 1           | 0           | 121    | 17     |
| 2015-2016              | Austria Vienna         | BL                     | 19         | 1          | CA              | 4               | 1               | -                  | -                  | -                  | -           | -           | -           | 23     | 2      |
| 2016-2017              | Austria Vienna         | BL                     | 3          | 0          | CA              | 3               | 0               | UEL                | 2                  | 0                  | -           | -           | -           | 8      | 0      |
| Totale Austria Vienna  | Totale Austria Vienna  | Totale Austria Vienna  | 22         | 1          |                 | 7               | 1               |                    | 2                  | 0                  |             | -           | -           | 31     | 2      |
| Totale carriera        | Totale carriera        | Totale carriera        | 313        | 27         |                 | 42              | 2               |                    | 89                 | 11                 |             | 4           | 0           | 448    | 40     |

### Cronologia presenze e reti in nazionale
| Cronologia completa delle presenze e delle reti in nazionale ― Croazia | Cronologia completa delle presenze e delle reti in nazionale ― Croazia | Cronologia completa delle presenze e delle reti in nazionale ― Croazia | Cronologia completa delle presenze e delle reti in nazionale ― Croazia | Cronologia completa delle presenze e delle reti in nazionale ― Croazia | Cronologia completa delle presenze e delle reti in nazionale ― Croazia | Cronologia completa delle presenze e delle reti in nazionale ― Croazia | Cronologia completa delle presenze e delle reti in nazionale ― Croazia |
| Data                                                                   | Città                                                                  | In casa                                                                | Risultato                                                              | Ospiti                                                                 | Competizione                                                           | Reti                                                                   | Note                                                                   |
| ---------------------------------------------------------------------- | ---------------------------------------------------------------------- | ---------------------------------------------------------------------- | ---------------------------------------------------------------------- | ---------------------------------------------------------------------- | ---------------------------------------------------------------------- | ---------------------------------------------------------------------- | ---------------------------------------------------------------------- |
| 16-10-2007                                                             | Fiume                                                                  | Croazia                                                                | 3 – 0                                                                  | Slovacchia                                                             | Amichevole                                                             | 1                                                                      | 46’                                                                    |
| 17-11-2007                                                             | Skopje                                                                 | Macedonia                                                              | 2 – 0                                                                  | Croazia                                                                | Qual. Euro 2008                                                        | -                                                                      | 75’                                                                    |
| 26-3-2008                                                              | Glasgow                                                                | Scozia                                                                 | 1 – 1                                                                  | Croazia                                                                | Amichevole                                                             | -                                                                      | 46’ 87’                                                                |
| 24-5-2008                                                              | Fiume                                                                  | Croazia                                                                | 1 – 0                                                                  | Moldavia                                                               | Amichevole                                                             | -                                                                      | 72’                                                                    |
| 31-5-2008                                                              | Budapest                                                               | Ungheria                                                               | 1 – 1                                                                  | Croazia                                                                | Amichevole                                                             | -                                                                      | 78’                                                                    |
| 8-6-2008                                                               | Vienna                                                                 | Austria                                                                | 0 – 1                                                                  | Croazia                                                                | Euro 2008 - 1º turno                                                   | -                                                                      | 83’                                                                    |
| 16-6-2008                                                              | Klagenfurt am Wörthersee                                               | Polonia                                                                | 0 – 1                                                                  | Croazia                                                                | Euro 2008 - 1º turno                                                   | -                                                                      | 85’                                                                    |
| 20-8-2008                                                              | Maribor                                                                | Slovenia                                                               | 2 – 3                                                                  | Croazia                                                                | Amichevole                                                             | -                                                                      | 19’ 55’                                                                |
| 11-10-2008                                                             | Charkiv                                                                | Ucraina                                                                | 0 – 0                                                                  | Croazia                                                                | Qual. Mondiali 2010                                                    | -                                                                      |                                                                        |
| 15-10-2008                                                             | Zagabria                                                               | Croazia                                                                | 4 – 0                                                                  | Andorra                                                                | Qual. Mondiali 2010                                                    | -                                                                      | 60’                                                                    |
| 11-2-2009                                                              | Bucarest                                                               | Romania                                                                | 1 – 2                                                                  | Croazia                                                                | Amichevole                                                             | -                                                                      | 61’ 81’                                                                |
| 1-4-2009                                                               | Andorra la Vella                                                       | Andorra                                                                | 0 – 2                                                                  | Croazia                                                                | Qual. Mondiali 2010                                                    | -                                                                      | 69’                                                                    |
| 6-6-2009                                                               | Zagabria                                                               | Croazia                                                                | 2 – 2                                                                  | Ucraina                                                                | Qual. Mondiali 2010                                                    | -                                                                      | 46’                                                                    |
| 12-8-2009                                                              | Minsk                                                                  | Bielorussia                                                            | 1 – 3                                                                  | Croazia                                                                | Qual. Mondiali 2010                                                    | -                                                                      |                                                                        |
| 5-9-2009                                                               | Zagabria                                                               | Croazia                                                                | 1 – 0                                                                  | Bielorussia                                                            | Qual. Mondiali 2010                                                    | -                                                                      |                                                                        |
| 9-9-2009                                                               | Londra                                                                 | Inghilterra                                                            | 5 – 1                                                                  | Croazia                                                                | Qual. Mondiali 2010                                                    | -                                                                      |                                                                        |
| 8-10-2009                                                              | Fiume                                                                  | Croazia                                                                | 3 – 2                                                                  | Qatar                                                                  | Amichevole                                                             | -                                                                      | 22’ 90’                                                                |
| 14-10-2009                                                             | Astana                                                                 | Kazakistan                                                             | 1 – 2                                                                  | Croazia                                                                | Qual. Mondiali 2010                                                    | 1                                                                      | 82’                                                                    |
| 14-11-2009                                                             | Vinkovci                                                               | Croazia                                                                | 5 – 0                                                                  | Liechtenstein                                                          | Amichevole                                                             | -                                                                      | 66’                                                                    |
| 3-3-2010                                                               | Bruxelles                                                              | Belgio                                                                 | 0 – 1                                                                  | Croazia                                                                | Amichevole                                                             | -                                                                      | 61’ 82’                                                                |
| 19-5-2010                                                              | Klagenfurt am Wörthersee                                               | Austria                                                                | 0 – 1                                                                  | Croazia                                                                | Amichevole                                                             | -                                                                      |                                                                        |
| 23-5-2010                                                              | Osijek                                                                 | Croazia                                                                | 2 – 0                                                                  | Galles                                                                 | Amichevole                                                             | -                                                                      | 65’                                                                    |
| 26-5-2010                                                              | Tallinn                                                                | Estonia                                                                | 0 – 0                                                                  | Croazia                                                                | Amichevole                                                             | -                                                                      | 80’                                                                    |
| 11-8-2010                                                              | Bratislava                                                             | Slovacchia                                                             | 1 – 1                                                                  | Croazia                                                                | Amichevole                                                             | -                                                                      |                                                                        |
| 3-9-2010                                                               | Riga                                                                   | Lettonia                                                               | 0 – 3                                                                  | Croazia                                                                | Qual. Euro 2012                                                        | -                                                                      | 36’ 70’                                                                |
| 7-9-2010                                                               | Zagabria                                                               | Croazia                                                                | 0 – 0                                                                  | Grecia                                                                 | Qual. Euro 2012                                                        | -                                                                      | 57’                                                                    |
| 9-10-2010                                                              | Tel-Aviv                                                               | Israele                                                                | 1 – 2                                                                  | Croazia                                                                | Qual. Euro 2012                                                        | -                                                                      | 77’ 90+3’                                                              |
| 12-10-2010                                                             | Zagabria                                                               | Croazia                                                                | 2 – 1                                                                  | Norvegia                                                               | Amichevole                                                             | -                                                                      | 61’                                                                    |
| 9-2-2011                                                               | Pola                                                                   | Croazia                                                                | 4 – 2                                                                  | Rep. Ceca                                                              | Amichevole                                                             | -                                                                      | 46’                                                                    |
| 29-3-2011                                                              | Saint-Denis                                                            | Francia                                                                | 0 – 0                                                                  | Croazia                                                                | Amichevole                                                             | -                                                                      | 43’                                                                    |
| 3-6-2011                                                               | Spalato                                                                | Croazia                                                                | 2 – 1                                                                  | Georgia                                                                | Qual. Euro 2012                                                        | -                                                                      | 71’                                                                    |
| 10-8-2011                                                              | Dublino                                                                | Irlanda                                                                | 0 – 0                                                                  | Croazia                                                                | Amichevole                                                             | -                                                                      | 52’ 87’                                                                |
| 2-9-2011                                                               | Ta' Qali                                                               | Malta                                                                  | 1 – 3                                                                  | Croazia                                                                | Qual. Euro 2012                                                        | 1                                                                      |                                                                        |
| 6-9-2011                                                               | Zagabria                                                               | Croazia                                                                | 3 – 1                                                                  | Israele                                                                | Qual. Euro 2012                                                        | -                                                                      | 46’                                                                    |
| 7-10-2011                                                              | Atene                                                                  | Grecia                                                                 | 2 – 0                                                                  | Croazia                                                                | Qual. Euro 2012                                                        | -                                                                      |                                                                        |
| 15-11-2011                                                             | Zagabria                                                               | Croazia                                                                | 0 – 0                                                                  | Turchia                                                                | Qual. Euro 2012                                                        | -                                                                      | 88’                                                                    |
| 29-2-2012                                                              | Zagabria                                                               | Croazia                                                                | 1 – 3                                                                  | Svezia                                                                 | Amichevole                                                             | -                                                                      | 73’                                                                    |
| 25-5-2012                                                              | Pola                                                                   | Croazia                                                                | 3 – 1                                                                  | Estonia                                                                | Amichevole                                                             | 1                                                                      | 46’                                                                    |
| 2-6-2012                                                               | Oslo                                                                   | Norvegia                                                               | 1 – 1                                                                  | Croazia                                                                | Amichevole                                                             | -                                                                      | 46’ 82’                                                                |
| 10-6-2012                                                              | Poznań                                                                 | Irlanda                                                                | 1 – 3                                                                  | Croazia                                                                | Euro 2012 - 1º turno                                                   | -                                                                      |                                                                        |
| 14-6-2012                                                              | Poznań                                                                 | Italia                                                                 | 1 – 1                                                                  | Croazia                                                                | Euro 2012 - 1º turno                                                   | -                                                                      |                                                                        |
| 18-6-2012                                                              | Danzica                                                                | Croazia                                                                | 0 – 1                                                                  | Spagna                                                                 | Euro 2012 - 1º turno                                                   | -                                                                      | 81’                                                                    |
| 15-8-2012                                                              | Spalato                                                                | Croazia                                                                | 2 – 4                                                                  | Svizzera                                                               | Amichevole                                                             | -                                                                      | 61’                                                                    |
| 7-9-2012                                                               | Zagabria                                                               | Croazia                                                                | 1 – 0                                                                  | Macedonia                                                              | Qual. Mondiali 2014                                                    | -                                                                      | 58’                                                                    |
| 11-9-2012                                                              | Bruxelles                                                              | Belgio                                                                 | 1 – 1                                                                  | Croazia                                                                | Qual. Mondiali 2014                                                    | -                                                                      | 78’                                                                    |
| 12-10-2012                                                             | Skopje                                                                 | Macedonia                                                              | 1 – 2                                                                  | Croazia                                                                | Qual. Mondiali 2014                                                    | -                                                                      | 70’                                                                    |
| 6-2-2013                                                               | Londra                                                                 | Croazia                                                                | 4 – 0                                                                  | Corea del Sud                                                          | Amichevole                                                             | -                                                                      | 66’                                                                    |
| 22-3-2013                                                              | Zagabria                                                               | Croazia                                                                | 2 – 0                                                                  | Serbia                                                                 | Qual. Mondiali 2014                                                    | -                                                                      | 83’                                                                    |
| 10-6-2013                                                              | Ginevra                                                                | Croazia                                                                | 0 – 1                                                                  | Portogallo                                                             | Amichevole                                                             | -                                                                      | 61’ 66’                                                                |
| 14-8-2013                                                              | Vaduz                                                                  | Liechtenstein                                                          | 2 – 3                                                                  | Croazia                                                                | Amichevole                                                             | -                                                                      | 46’                                                                    |
| 6-9-2013                                                               | Belgrado                                                               | Serbia                                                                 | 1 – 1                                                                  | Croazia                                                                | Qual. Mondiali 2014                                                    | -                                                                      | 64’                                                                    |
| 11-10-2013                                                             | Zagabria                                                               | Croazia                                                                | 1 – 2                                                                  | Belgio                                                                 | Qual. Mondiali 2014                                                    | -                                                                      | 65’                                                                    |
| 15-10-2013                                                             | Edimburgo                                                              | Scozia                                                                 | 2 – 0                                                                  | Croazia                                                                | Qual. Mondiali 2014                                                    | -                                                                      | 46’                                                                    |
| 5-3-2014                                                               | San Gallo                                                              | Svizzera                                                               | 2 – 2                                                                  | Croazia                                                                | Amichevole                                                             | -                                                                      | 88’                                                                    |
| 31-5-2014                                                              | Osijek                                                                 | Croazia                                                                | 2 – 1                                                                  | Mali                                                                   | Amichevole                                                             | -                                                                      |                                                                        |
| Totale                                                                 |                                                                        | Presenze                                                               | 55                                                                     |                                                                        | Reti                                                                   | 4                                                                      |                                                                        |

## Palmarès

### Giocatore

#### Club
- Campionato croato: 4

Dinamo Zagabria: 2005-2006, 2006-2007, 2007-2008, 2014-2015
- Supercoppa di Croazia: 1

Dinamo Zagabria: 2006
- Coppa di Croazia: 3

Dinamo Zagabria: 2006-2007, 2007-2008, 2014-2015
- Campionato ucraino: 1

Dinamo Kiev: 2008-2009
- Supercoppa d'Ucraina: 2

Dinamo Kiev: 2009, 2011
- Coppa d'Ucraina: 1

Dinamo Kiev: 2013-2014